# Edwige Feuillère
Edwige Feuillère, född 29 oktober 1907 i Vesoul, Frankrike, död 13 november 1998 i Boulogne-Billancourt, Frankrike, var en fransk skådespelare inom teater och film. Hon filmdebuterade 1931 och blev stjärna i Frankrike under 1930-talet och 1940-talet med många huvudroller. Inom teatern medverkade hon flera gånger som Marguerite i uppsättningar av Kameliadamen som hon blev starkt förknippad med.

## Filmografi, urval
- 1938 – Jag var en äventyrerska
- 1940 – Emigranten
- 1940 – Från Mayerling till Sarajevo
- 1946 – Idioten och älskarinnan
- 1950 – Hittegods
- 1951 – Olivia
- 1958 – Den syndfulla leken
- 1962 – Synden straffar sig själv